# Ліпка (Любуське воєводство)
Ліпка (пол. Lipka) — село в Польщі, у гміні Кольсько Новосольського повіту Любуського воєводства.
Населення — 182 особи (2011).
У 1975-1998 роках село належало до Зеленогурського воєводства.

## Демографія
Демографічна структура станом на 31 березня 2011 року:
|          | Загалом | Допрацездатний вік | Працездатний вік | Постпрацездатний вік |
| -------- | ------- | ------------------ | ---------------- | -------------------- |
| Чоловіки | 88      | 18                 | 58               | 12                   |
| Жінки    | 94      | 25                 | 53               | 16                   |
| Разом    | 182     | 43                 | 111              | 28                   |